# Ủy ban của Quốc hội (Việt Nam)
Ủy ban của Quốc hội gồm Chủ nhiệm, các Phó Chủ nhiệm và các Ủy viên. Chủ nhiệm Ủy ban do Quốc hội bầu; các Phó Chủ nhiệm và các Ủy viên Ủy ban do Ủy ban thường vụ Quốc hội phê chuẩn. Ủy ban của Quốc hội thẩm tra dự án luật, kiến nghị về luật, dự án khác và báo cáo được Quốc hội hoặc Ủy ban thường vụ Quốc hội giao; thực hiện quyền giám sát trong phạm vi nhiệm vụ, quyền hạn do luật định; kiến nghị những vấn đề thuộc phạm vi hoạt động của Ủy ban. Việc thành lập, giải thể Ủy ban của Quốc hội do Quốc hội quyết định.

## Nhiệm vụ và quyền hạn
Các Ủy ban của Quốc hội có quyền yêu cầu thành viên Chính phủ, Chánh án Toà án nhân dân tối cao, Viện trưởng Viện kiểm sát nhân dân tối cao, Tổng Kiểm toán nhà nước và cá nhân hữu quan báo cáo, giải trình hoặc cung cấp tài liệu về những vấn đề cần thiết. Người được yêu cầu có trách nhiệm đáp ứng yêu cầu đó. Các cơ quan nhà nước có trách nhiệm nghiên cứu và trả lời những kiến nghị của các Uỷ ban của Quốc hội.

## Danh sách các ủy ban
Điều 73 Hiến pháp 2013 quy định: "Ủy ban Thường vụ Quốc hội là cơ quan thường trực của Quốc hội". Ngoài ra, Luật Tổ chức Quốc hội 2014 sửa đổi 2020 cũng quy định tại Điều 66: "Hội đồng dân tộc, các Ủy ban của Quốc hội là các cơ quan của Quốc hội". Hiện nay, theo Nghị quyết số số 178/2025/QH15 đã được ban hành sau lần kiện toàn bộ máy chính trị tại Kỳ họp bất thường thứ 9 của Quốc hội khóa 15, bên cạnh Ủy ban Thường vụ, Quốc hội cũng bao gồm các cơ quan sau:
- Hội đồng dân tộc (Việt Nam)
- Ủy ban Pháp luật và Tư pháp.
- Ủy ban Kinh tế và Tài chính.
- Ủy ban Quốc phòng, An ninh và Đối ngoại.
- Ủy ban Văn hóa và Xã hội.
- Ủy ban Khoa học, Công nghệ và Môi trường.
- Ủy ban Công tác đại biểu.
- Ủy ban Dân nguyện và Giám sát.